# Desa Wonoroto (administrativ by i Indonesien, lat -7,75, long 110,01)
Desa Wonoroto är en administrativ by i Indonesien.   Den ligger i provinsen Jawa Tengah, i den västra delen av landet, 400 km öster om huvudstaden Jakarta.